# Esperanza Fire

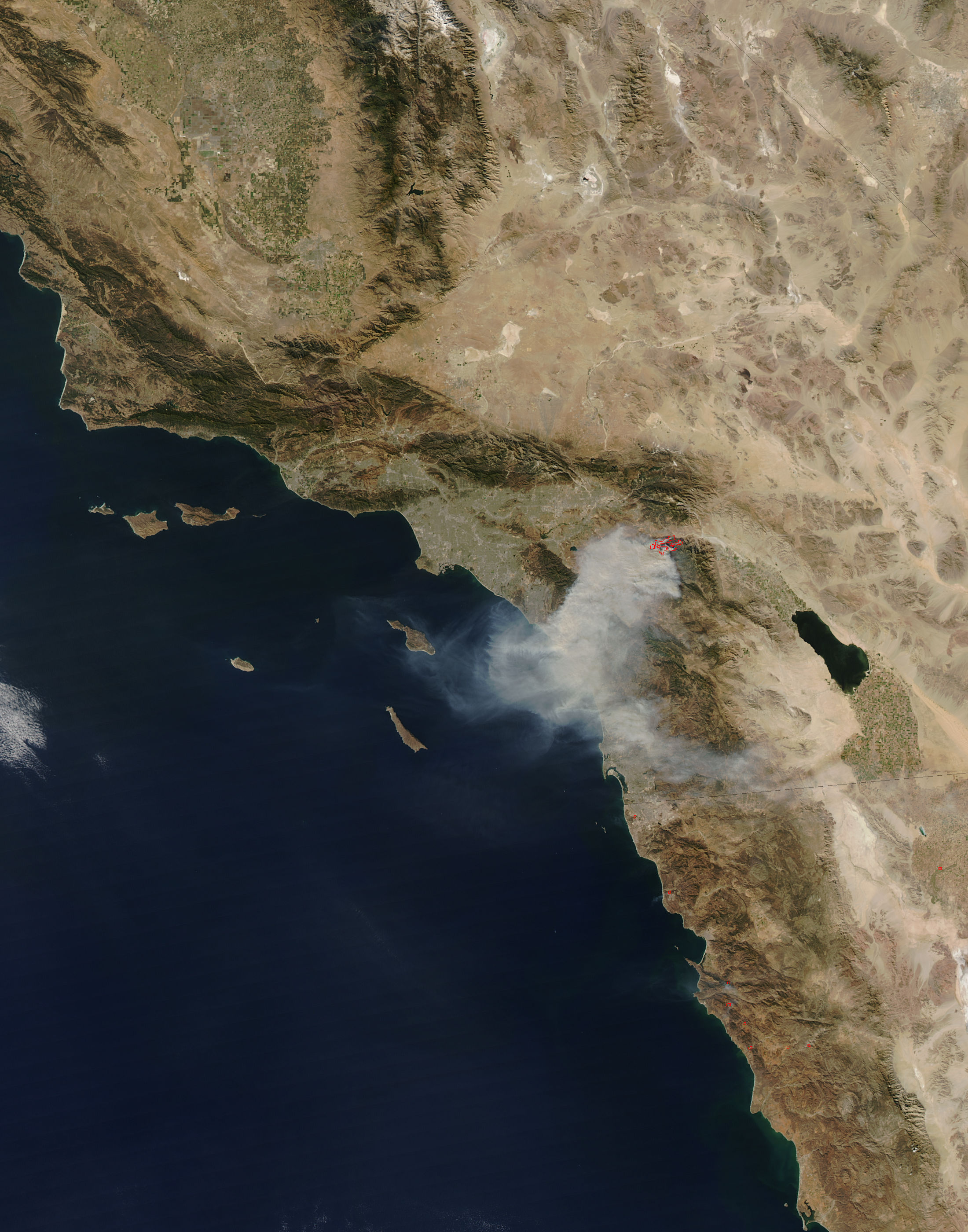
NASA-Aufnahme des Brandes

Das Esperanza Fire war ein durch Brandstiftung ausgelöster Wald- und Buschbrand, welcher vom 26. bis 31. Oktober 2006 im Riverside County, Kalifornien, USA, aktiv war. Das Feuer zerstörte 54 Gebäude und tötete fünf Feuerwehrleute in Twin Pines. Der Brandstifter Raymond Oyler wurde im Juni 2009 zum Tode verurteilt.

## Lage des Brandes
Cabazon befindet sich in einem Tal auf der Nordseite der San Jacinto Mountains, welche sich dort vom Talboden auf 1.700 Fuß (518 m), bis zur ländlichen Berggemeinde Twin Pines auf 4.000 Fuß (1.219 m) erstrecken. Twin Pines besteht aus verstreuten Residenzen auf privatem Land, die sich am Ende einer namenlosen und trichterförmigen Senke befinden, die sich bis zum Talboden erstreckt. Untere Teile der Gemeinde sind durch enge, kurvenreiche und unbefestigte Straßen erreichbar.
Das Twin Pines Gebiet wird im Osten und Süden vom San Bernardino National Forest umgeben. Laut MAST-Bericht handelt es sich um ein Gebiet mit sehr hoher bis extremer Bedrohung für potentielle und zerstörerische Auswirkungen von Waldbränden aufgrund der physischen Orientierung, dichter Vegetation vom Typ Chaparral/Manzanita, der Exposition gegenüber steigenden Winden und der Ausrichtung potenzieller Santa-Ana-Winde.
Das Feuer war am Fuße des San Gorgonio Peak südöstlich von Cabazon ausgebrochen und erhielt seinen Namen aufgrund der späteren Ausbreitung südlich der Esperanza Avenue.

## Ausbreitung und Brandbekämpfung
Gemeldet wurde das Feuer am 26. Oktober 2006 gegen 1:11 Uhr (UTC−7). Aufgrund der prognostizierten Bedingungen hoher Temperaturen, niedriger Feuchtigkeit und Santa-Ana-Winden, wurde mit einem großen Feuerwachstum gerechnet, sollte der Brand den anfänglichen Bekämpfungsmaßnahmen widerstehen. Umgehend wurden Kräfte der kalifornischen Abteilung für Forst- und Brandschutz (CAL FIRE) mobilisiert, welche bereits um 1:18 Uhr am Brandherd eintrafen. Fünf Minuten später war das Feuer bereits auf das Fünffache seiner vorgefundenen Größe angewachsen und hatte die Straße östlich des Grabens einer als „Hallis Grade“ bezeichneten Gegend übersprungen.
Der Bataillonschef vor Ort kontaktierte die Notfallzentrale (ECC) in Perris darüber, dass das Feuer möglicherweise in einen ausgewiesenen Feuerschutzbereich der Forstverwaltung eingedrungen sei und forderte daher fünf Feuerwehrfahrzeuge des Typs 3 aus dem San Bernardino National Forest an. Kurze Zeit später wurde das Feuer als unkontrolliert mit abnormalem Brandverhalten beschrieben, weshalb nun auch um zehn Löschhubschrauber und sechs Löschflugzeuge ersucht wurde. Um 3:07 wurde das Kommando von einem Divisionschef der CAL FIRE übernommen. Zu diesem Zeitpunkt hatte sich das Feuer auf einer geschätzten Fläche von 2 km² ausgebreitet und brannte sich westlich und südwestlich über den 1.378 m hohen Cabazon Peak, weshalb um 4:00 Uhr die Evakuierung von Twin Pines eingeleitet wurde.
Die fünf Löschmannschaften des National Forest wurden über die Twin Pines Road und den Highway 243 nach Twin Pines in Marsch gesetzt, um die Strukturschutzgruppe beim Schutz der Gebäude zu unterstützen. Eines der Fahrzeuge wurde jedoch vorher noch zu einem kurzen Löscheinsatz an der Interstate 10 abkommandiert, konnte jedoch um 5:45 Uhr ebenfalls in Twin Pines eintreffen. Zusätzlich war ein MB 10-Feuerwehrfahrzeug der March Air Reserve Base dazugestoßen. Der Supervisor des Strukturschutzes beauftragte die Einheiten mit der Sichtung des Gebietes nach zu verteidigenden Gebäuden (Triage).
Die Mannschaften 51, 54, 56 und MB 10 bezogen Position an einem Mobilheim an der Gorgonio View Road, Mannschaft 52 an einem Ziegelhaus an der Venison Road und Mannschaft 57 an einem achteckigen Gebäude an der Gorgonio View Road. Ungefähr zwischen 6:45 Uhr und 7:15 Uhr zog die Hauptfeuerfront über die Positionen hinweg. Die Einheiten am Mobilheim hatten sich nach vergeblichen Lösch- und Brandunterdrückungsmaßnahmen in ihre Fahrzeuge zurückgezogen, auch die Einheit am Ziegelhaus überstand das Feuer. Die fünf Männer der Mannschaft 57 kamen jedoch ums Leben.
Nach zwei Tagen war die Nordseite des Feuers parallel zur Interstate 10 und die Westseite des Feuers vor dem Highway 79 eingedämmt. Im Süden und Südosten wurde der Brand mit allen verfügbaren Mitteln bekämpft, um ein weiteres Ausbreiten nach Soboba Hot Springs und San Jacinto zu verhindern.
Am 31. Oktober 2006 gegen 18 Uhr war das Feuer unter Kontrolle.

## Auswirkungen
Der Brand wurde als Typ 1 nach dem Incident Command System eingestuft und erreichte eine Ausdehnung von etwa 166 km². 34 Häuser und 20 Nebengebäude wurden ein Raub der Flammen, außerdem mussten die Highways 243 und 79 gesperrt werden. Am Höhepunkt des Brandes standen 2.555 Feuerwehrleute, 286 weitere Kräfte, 264 Feuerwehrfahrzeuge und 17 Luftfahrzeuge im Einsatz, darunter eine DC-10 Air Tanker. Gouverneur Arnold Schwarzenegger hatte eine Belohnung von 100.000 $ für Hinweise ausgesetzt, welche zur Ergreifung der oder des Täters führen. Diese Belohnung wurde später auf 550.000 $ erhöht.
Die Tragödie wurde von einem Interagency Serious Accident Investigation Team von CAL FIRE und Forstverwaltung untersucht, die ihren Abschlussbericht im Mai 2007 veröffentlichten. Ein zweiter Bericht erschien im Juli 2007 durch die Bundesbehörde für Arbeitssicherheit und Gesundheit sowie ein dritter Bericht durch das Landwirtschaftsministerium im Dezember 2009.
Laut den Berichten soll eine Reihe von Fehlentscheidungen der Mannschaft 57, in Verbindung mit einer teilweisen Mitschuld von Vorgesetzten und dem außerordentlichen Brandverhalten, zu ihrem Tod geführt haben. Die Form des Oktagonhauses in Verbindung mit den topografischen Merkmalen an der Unfallstelle trug zu einem Wind-/Feuerwirbeleffekt bei, der die Feuerwehrmänner mit hoher Geschwindigkeit überkam. Alle fünf wurden im Freien aufgefunden und keiner hatte seinen Fire Shelter benutzt. Die Rekonstruktion ergab, dass die Flammen eine Höhe von etwa 4,6 Meter erreicht hatten und das Gebiet um das Haus mit über 48 km/h überrollten. Bereits 2002 war das achteckige Haus in einem Strukturschutzbericht als unhaltbar im Falle eines Großfeuers beurteilt worden. Aufgrund der geschmolzenen Materialien der Fire shelters wurde die Temperatur zum Zeitpunkt des Brandes auf 877 °C geschätzt.
Im Mai 2008 wurde der Highway 243 zwischen Banning und Mountain Center in Esperanza Firefighters Memorial Highway umbenannt. Zudem wurden mehrere Gedenkstätten errichtet, davon 2011 eine am Oktagonhaus in Twin Pines.

## Raymond Oyler
Fünf Tage nach Ausbruch des Brandes wurde der Mechaniker Raymond Lee Oyler aus Beaumont verhaftet. Nach einer Befragung und Hausdurchsuchung, war er vor allem aufgrund von Zeugenaussagen und DNA-Spuren mit dem Esperanza-Feuer, sowie weiteren Bränden im Bereich des San Gorgonio Passes in diesem Jahr, in Verbindung gebracht worden.
Am 5. Juni 2009 wurde er in 40 Anklagepunkten, darunter dem vorsätzlichen Mord an den fünf Feuerwehrmännern, für schuldig befunden und zum Tode verurteilt. Er befindet sich bis zu seiner Hinrichtung im Todestrakt des San Quentin State Prison. Sein Todesurteil wurde vom Obersten Gerichtshof Kaliforniens im Mai 2025 bestätigt.